# Безгрешно зачеће Дјеве Марије
Безгрешно зачеће (лат. immaculata conceptio) је догма римокатоличке Цркве, коју је формулисао папа Пије IX 8. децембра 1854. (Була Ineffabilis Deus), а преузео Други ватикански сабор (1964. у конституцији Lumen Gentium, 56-59), по којој је Богородица слободна од сваке мрље или последице од првородног греха, самим својим безгрешним зачећем.